# Centerville, Ohio
Centerville là một làng thuộc quận Montgomery, tiểu bang Ohio, Hoa Kỳ. Năm 2010, dân số của làng này là 103 người.

## Dân số
- Dân số năm 2000: 23024 người.
- Dân số năm 2010: 103 người.